# Kastell Ad Militare
Das Kastell Ad Militare war ein römisches Militärlager, dessen Besatzung für Sicherungs- und Überwachungsaufgaben am Limes Pannonicus zuständig war. Die Anlage befand sich in der Antike auf einem über dem rechten Donauhochufer gelegenen Höhenzug. Der Strom bildete in weiten Abschnitten die römische Reichsgrenze. Die weitgehend unbekannten Reste des Kastells befinden sich auf den Gemarkungen der kroatischen Ortschaft Batina (Kiskőszeg) in der Gespanschaft Osijek-Baranja.

## Lage

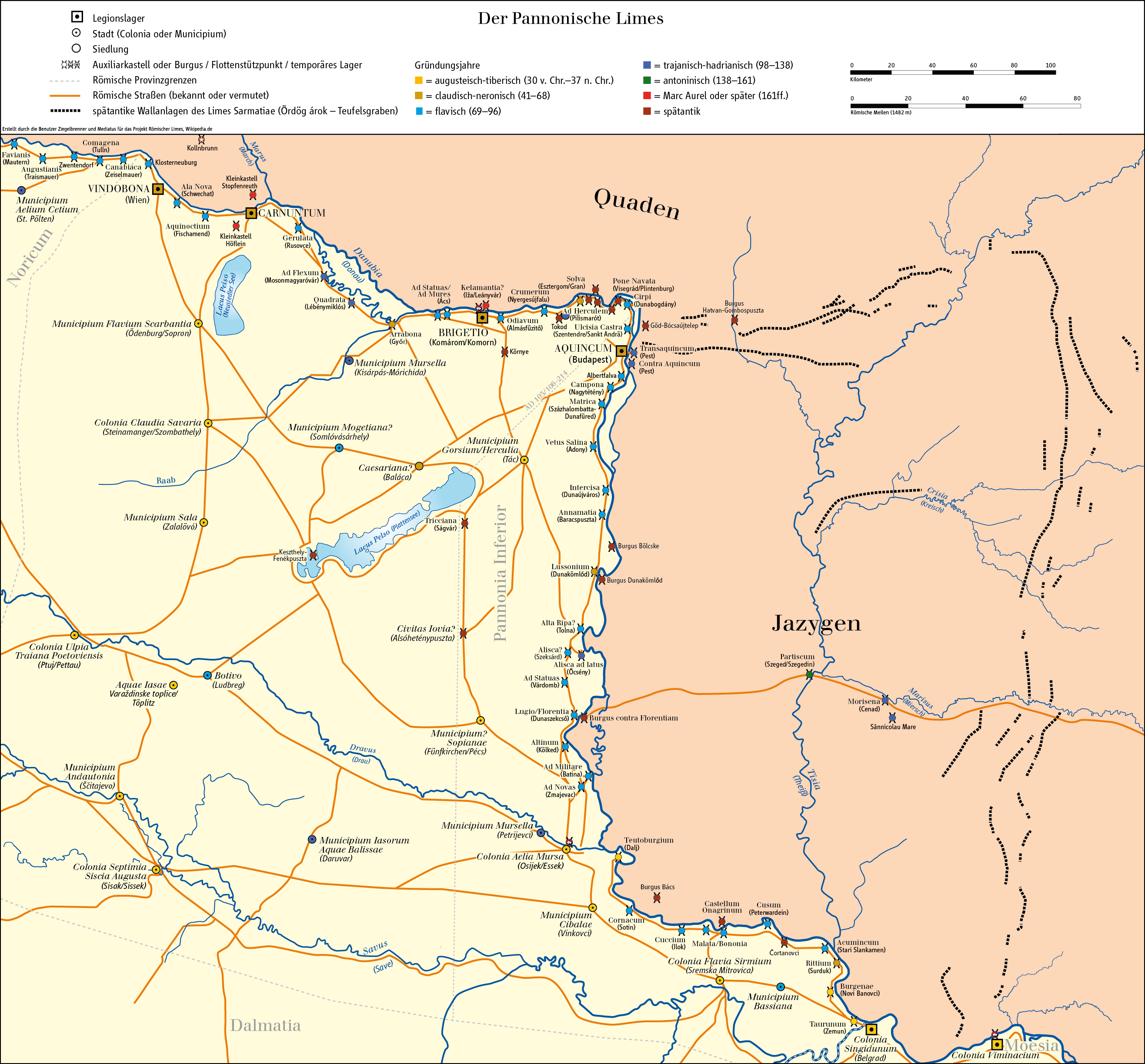
Die Lage von Ad Militare am niederpannonischen Donaulimes

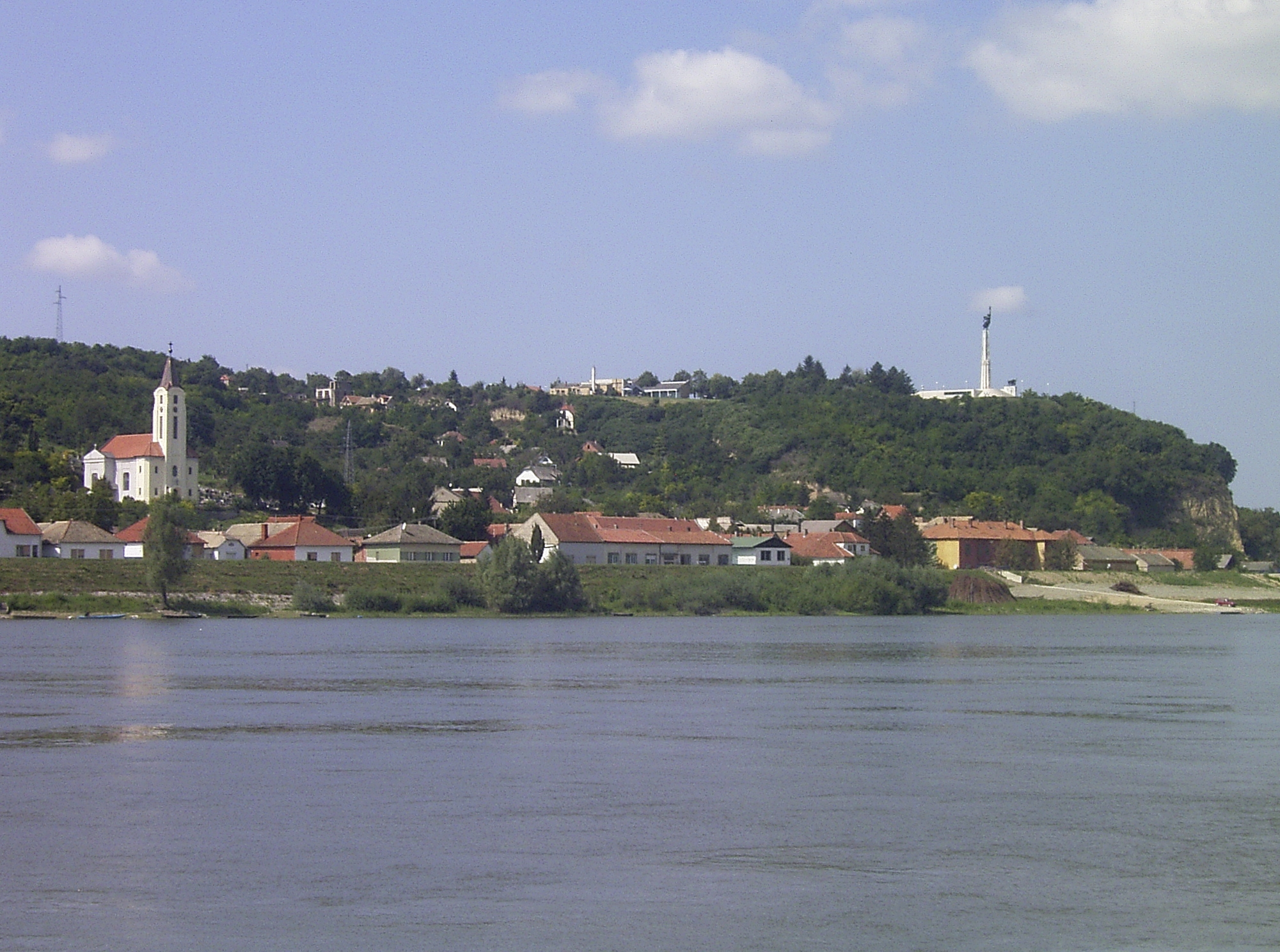
Südwestlich des heutigen Siegerdenkmals, im Bild auf dem erhöhten Plateau über der Kirchturmspitze, stand das römische Kastell.

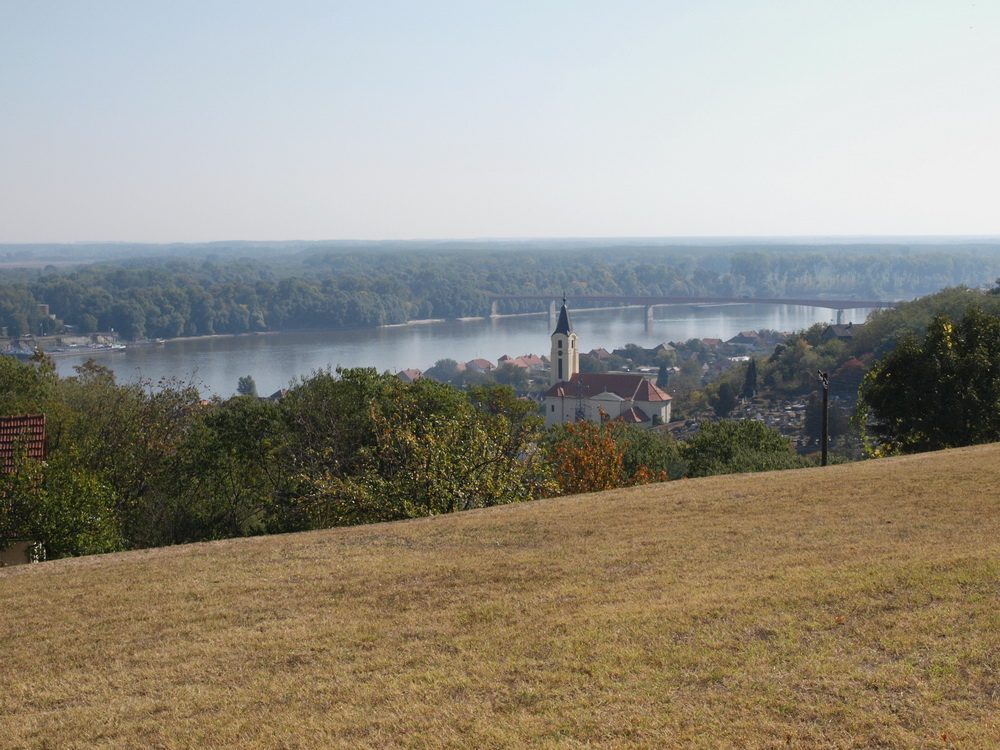
Blick vom Gradac-Hügel am Siegesdenkmal nach Süden über die Donau ins ehemalige Barbaricum

Auf der Lößhochebene des Gradac-Hügels, der in seiner Verlängerung nach Südwesten die Hügelkette der Banska kosa bildet, die von den Römern Aureus Mons (Goldener Berg) genannt wurde, lassen sich für die Forschung wichtige vorgeschichtlichen Spuren von Höhensiedlungen der Bronze- und Eisenzeit nachweisen. Das römische Militär wählte die Anhöhe aus strategischen Überlegungen. Das Kastell lag mit seinem Stabsgebäude (Principia) auf der leicht abschüssigen, gerundeten Hügelkuppe bei rund 162 Höhenmetern. Von dieser Stelle aus fällt das Land nach Westen, Norden und Osten um rund 70 Meter ab. Richtung Südwesten setzt sich der länglich ausgeformte Hügel zunächst fort, um anschließend sanft abzuflachen. Auch nach Nordosten, zum nahegelegenen Siegesdenkmal über der Donau, senkt sich die Kuppe um fast 30 Meter. An der nun folgenden Abbruchkante des Hügels stürzt eine steile Klippe 50 Meter tief zum Hochufer in Unterhanglage ab. Vom Gradac-Plateau aus konnte ein weites Umland, darunter auch das weitgehend flache, am anderen Ufer der Donau gelegene Barbaricum in nördlicher, östlicher und südöstlicher Richtung eingesehen werden. Dort lebten seit dem ersten Jahrhundert n. Chr. die sarmatischen Jazygen, ein über Jahrhunderte hinweg gefährlicher Gegner Roms. Durch seine weit erhöhte Lage war die Fortifikation vor Hochwässern sicher, die das in der Antike von vielen Altarmen und Auen durchzogene Land überschwemmen konnten.

## Forschungsgeschichte
Der Kastellort wurde bereits im 19. Jahrhundert von ungarischen Forschern erstmals untersucht. Der Heimatforscher Elek Fényes (1807–1876) berichtete, dass er auf dem Hügel noch aufrecht stehende Ruinen des Kastells gesehen habe. Nach seiner Beschreibung lag der als alte Burg bekannte Ort südwestlich des damaligen Dorfes Kiskőszeg, dem heutigen Batina. Auch der ungarische Archäologiepionier Flóris Rómer (1815–1889) stellte in der Folge noch Baureste an dieser Stelle fest und barg einige gestempelte Ziegel. Nachdem Ungarn aufgrund des Vertrags von Trianon 1920 seine südlichen Gebiete an den neugegründeten SHS-Staat abtreten musste, wurden zuerst jugoslawische und seit den 1990er Jahren kroatische Behörden für die Fundstelle verantwortlich.
Die durch ungarische Archäologen auch an der Nordspitze des Gradac-Plateaus entdeckten römischen Baureste wurden 1947 während der Errichtung eines monumentalen sowjetisch-jugoslawischen Freiheitsmonumentes vernichtet. Im Herbst 1970 fand die bis heute umfangreichste Grabung, ein amerikanisch-jugoslawisches Projekt unter Beteiligung der Smithsonian Institution, Washington, D.C. auf der Anhöhe statt, das von den Archäologen Stephan Foltiny und Ksenija Vinski-Gasparini geleitet wurde. Diese Grabung blieb bislang unpubliziert. Noch im Herbst desselben Jahres wurden unter der Leitung der Archäologin Danica Pinterović an zwei Punkten entlang der nordöstlich zum Freiheitsdenkmal verlaufenden Straße insgesamt 20 Sondagen vorgenommen, die über prähistorischen Schichten der Hallstatt- und Latènezeit römische Mauerfundamente sowie dazugehöriges Fundmaterial lieferten und sich wie die nachfolgende Grabung 1971 – gleichfalls unter Pinterović – auf einen Eckbereich des Kastells konzentrierten. Im Frühjahr und Sommer 1989 fanden zwei Feldbegehungen auf dem Hügel statt, denen aber erst im Herbst 2008 und im Frühjahr 2009 zwei weitere Prospektionen folgten. 2010 fand neben einer Probegrabung auf einer Fläche von 13.000 Quadratmetern auch eine vom Archäologischen Museum in Osijek initiierte geophysikalische Feldmessung mit einem Bodenradar statt, um weitere Erkenntnisse über das Kastell zu gewinnen. Eine weitere, die Ergebnisse von 2010 ergänzende geophysikalische Untersuchung wurde 2012 vorgenommen. Die Messergebnisse konzentrierten sich dabei weitgehend auf das Kastellzentrum.
Die archäologischen Forschungen haben sich in der Vergangenheit verstärkt auf die reichlich vorhandenen vorrömischen Befunde konzentriert. Heute ist von dem Kastell Ad Militare nichts mehr zu sehen. Die im 19. Jahrhundert noch erhaltenen oberirdischen Baureste sind noch in der ersten Hälfte des 20. Jahrhunderts vollständig abgetragen worden.

## Baugeschichte
Ausführungen zu den wenigen Grabungen fanden nur marginalen Eingang in die Literatur, weshalb deren weiterführende Beschreibung derzeit nicht möglich ist. Der rund 220 × 200 Meter große Garnisonsort wurde im ersten Jahrhundert n. Chr. eingerichtet. Zum Fundgut aus der Frühphase gehören wohl drei während der Regierungszeit des Kaisers Augustus (31 v. Chr.–14 n. Chr.) entstandene Asse, die während der Herrschaft des Kaisers Tiberius (14–37 n. Chr.) mit der Marke AVG gegengestempelt wurden.

### Stabsgebäude
Eine erste Klärung der erhaltenen Strukturen brachten die geophysikalischen Untersuchungen von 2010 und 2012. Dabei wurden die Umrisse der mit ihrer Längsseite nordwestlich-südöstlich orientierten Principia in vielen Einzelheiten geklärt. Diese besitzt den typischen mittelkaiserzeitlichen Grundriss mit einem rechteckigen offenen Innenhof, um den sich verschiedene Dienstzimmer gruppieren. Am Nordwestende des Atriumhofes schließt sich eine die gesamte Schmalseite des Bauwerks einnehmende Basilika an. Der mächtige Baukörper umfasst eine Fläche von rund 20 × 40 Metern. Aus der Mitte der rückwärtigen Wand des Stabsgebäudes wölbt sich die knapp fünf Meter tiefe halbrunde Apsis des Fahnenheiligtums (Aedes principiorum) hervor. Die Ausgestaltung des Heiligtums mit dieser Form von Apsiden lässt sich ab der Mitte des zweiten Jahrhunderts n. Chr. beobachten. Das Heiligtum war von der Basilika aus betretbar. An der südwestlichen Flanke des Fahnenheiligtums schließen sich zwei fast quadratische, nebeneinanderliegende Verwaltungsräume an, die ihren Zugang ebenfalls von der Basilika aus hatten. Ein ähnlicher Aufbau darf an der geophysikalisch nicht geklärten Nordostflanke angenommen werden.

### Bauinschrift
Das bedeutendste und aufgrund seiner spätantiken Entstehung sehr seltene epigraphische Zeugnis aus Ad Militare ist eine 1909 geborgene und in das Museum nach Pécs gebrachte steinerne Bauinschrift der Legio VI Herculia aus dem Jahr 307 n. Chr., die Kaiser Galerius (305–311) gewidmet ist.
[…]

[d(omini) n(ostro) C(aio) Gal(erio) V]al(erio) M[aximiano p(ontifici) m(aximo) Germ(anico) max(imo) V Sar(matico) max(imo) III Persic(o) max(imo) II]

[Brit(annico) ma]x(imo) II Carp[ic(o) max(imo) V Armen(iaco) max(imo) Medic(o) max(imo) Adiabenic(o)]

[max(imo) t]rib(unicia) potest(ate) [XV? co(n)s(uli) VI? p(atri) p(atriae) prco(n)s(uli) P(io) F(elici) Inv(icto) Aug(usto)]

leg(ion) VI Herc[ul(ia) d(evota) n(umini) m(aiestati)que eius]

die VII Kal(endas) Oc[t(obres) Severo Aug(usto) et Maximino Caes(are) co(n)ss(ulibus)]
Der ungarische Historiker Péter Kovács stellte die Überlegung auf, dass aufgrund dieser für die Legio VI Herculia sehr frühen Inschrift das Kastell Ad Militare möglicherweise deren erster Garnisonsort gewesen ist.
Zwei silberne Fibeln, die wahrscheinlich aus der ersten Hälfte des 5. Jahrhunderts stammen, könnten vielleicht westgotischen Offizieren gehört haben und markieren die Spät- und Endzeit des Kastells.

## Truppe
| Zeitstellung              | Truppenname                                               | Bemerkung |
| Prinzipat                 | Cohors II Augusta Thracum equitata ?                      | Die Frühzeit der 2. teilberittene Kohorte der Thraker, die Augusteische, ist derzeit noch ungewiss. Der Epigraphiker Barnabás Lőrincz (1951–2012) mutmaßte, dass die Einheit um 118/119 Chr. in die römische Provinz Pannonia inferior (Niederpannonien) verlegt wurde. Dort ist die Kohorte noch in der ersten Hälfte des 3. Jahrhunderts nachgewiesen und wird damals erstmals mit dem Zusatz equitata genannt. Ihre Anwesenheit in Ad Militare beruht bisher nur auf Mutmaßungen. |
| Prinzipat                 | Cohors II Asturum oder Cohors II Asturum et Callaecorum ? | Die Anwesenheit der 2. Kohorte der Asturer (und Callaecier) wird in Ad Militare möglicherweise durch dort aufgefundene Ziegelstempel mit dem aufgelösten Kürzel Cohors II Asturum belegt, die in das 2./3. Jahrhundert datieren. Aufgrund der aus den Militärdiplomen abgeleiteten topographischen Truppenaufzählungen vermutete der Archäologe Zsolt Visy, dass die Cohors II Asturum et Callaecorum (equitata) ab der trajanischer Zeit im Kastell Várdomb (Ad Statuas) lag. Für Lőrincz blieb der pannonische Standort dieser Einheit jedoch unbekannt. Die Archäologin Barbara Pferdehirt bemerkte, dass bei den bekannten Truppenauflistungen ein Militärdiplom vom 7. August 143 n. Chr. nicht richtig beachtet wurde. Statt wie bei dem Diplom vom 19. Mai 135 n. Chr., bei dem die Cohors II Asturum et Callaecorum noch mit diesem vollständigen Namen erscheint, wird sie 143 n. Chr. nur noch als Cohors II Asturum genannt. Diese Truppe sieht Pferdehirt als nicht identisch mit der vorher genannten an. Die Zweite Thrakerkohorte, die durch Ziegelstempel auch aus dem Donaukastell Rittium (Surduk) bekannt ist, befand sich kontinuierlich bis 167 n. Chr. in der Provinz Pannonia inferior, in der die beiden Kastelle auch lagen. |
| 3. Jahrhundert n. Chr.    | Cohors VII Breucorum ?                                    | Die Anwesenheit der 7. Kohorte der Breuker könnte ebenfalls durch vor Ort aufgefundene Ziegelstempel bezeugt sein, diese Meinung wird in der Forschung heute aber eher abgelehnt. Lőrincz geht davon aus, dass die für Ad Militare anzusprechende Breukerkohorte mit der in Niederpannonien gut erforschten Cohors VII Breucorum civium Romanorum equitata identisch ist und ihre Ziegel für Bauarbeiten unter den Kaisern Septimius Severus (193–211) oder Caracalla (211–217) gebraucht wurden. Die 7. Breukerkohorte hinterließ ihre Ziegelstempel an fast allen unterpannonischen Garnisonsorten, so am Donaukastell Baracspuszta (Annamatia). Das Stammlager dieser Truppe lag seit der Zeit um 140 n. Chr. im Kastell Dunaszekcső (Lugio); die Einheit betrieb dort ihre eigene Ziegelei. Auch noch für die Zeit um 200 n. Chr. ist die Breukerkoherte in Lugio nachgewiesen. Noch während der Herrschaft des Kaisers Gordian III. (238–244) finden sich ihre Ziegelstempel in Lugio: [COH(ors) VII BR(eucorum civium Romanorum equitata)] GORD(iana). |
| Prinzipat                 | Legio II Adiutrix                                         | Stempel fanden sich auch von der in Aquincum (Budapest) liegenden Legio II Adiutrix. Diese Legion könnte zeitweilig mit einer Vexillation in Ad Militare vertreten gewesen sein. |
| Kurz nach 300 n. Chr.     | Legio VI Herculia                                         | Wie die weiter oben genannte Bauinschrift aus dem Jahr 307 n. Chr. bezeugt, hat die Legio VI Herculia – höchstwahrscheinlich eine Vexillation – Baumaßnahmen in dem Kastell übernommen. Zumindest für diese Zeit wird diese Einheit in Ad Militare gelegen haben. Zudem verdeutlicht auch ein aufgefundener Ziegelstempel der Legion die damals vorgenommenen Arbeiten. |
| 4./5. Jahrhundert n. Chr. | Equites Flavianenses                                      | Die in der Spätantike aufgestellte Reiterformation der Equites Flavianenses wird durch die Notitia dignitatum, ein Staatshandbuch aus der ersten Hälfte des 5. Jahrhunderts, in Ad Militare als letzte bekannte Stammtruppe angegeben. |

## Vicus und Gräberfelder
Die in der Sammlung Dr. Imre Frey im Städtischen Museum von Sombor aufbewahrten Funde lassen auf einen gewissen Wohlstand in der Zivilsiedlung, dem Vicus von Ad Militare schließen. Bemerkenswert war ein 1876 auf dem damaligen Grund der Familie Csáki geborgener reicher Grabfund, den die Grundstückseigentümer dem Ungarischen Nationalmuseum in Budapest stifteten. Er enthielt neben Knochenresten zwei gläserne Gefäße, eine aus feinem Golddraht gearbeitete Halskette mit Perlen sowie zwei größeren und 14 kleineren Smaragden, zwei Paar Ohrgehänge – das eine mit Amethysten – einen Ring aus Golddraht und einen nicht mehr bestimmbaren Gegenstand aus Silber. Aufgrund einer ebenfalls im Grab abgelegten singulären Münze des Kaisers Gallienus (253–268) war eine Datierung in die zweite Hälfte des 3. Jahrhunderts n. Chr. möglich.
Wie die 2008 durchgeführte Prospektion zeigte, lag auf der Hochebene südlich des Kastells im Bereich der heutigen Schule ein römisches Gräberfeld. Um dieses Ergebnis genauer zu sondieren, fand 2010 eine erste Probegrabung statt, welche die Mutmaßung bestätigte.

## Weitere wichtige Funde
1870 fand sich an diesem Kastellort ein Meilenstein, der die Entfernung von Ad Militare in die Provinzhauptstadt Aquincum mit 176 römischen Meilen angibt.
Als wichtige militärische Hinterlassenschaft ist eine heute in Mainz aufbewahrte Bürgerrechtskonstitution zu nennen. Diese bezieht sich auf die in der Provinz Moesia superior (Obermösien) stationierten Einheiten und wird nach Meinung des Althistorikers Karl Strobel wohl noch in der ersten Hälfte des Jahres 105 n. Chr. – vor dem Ausbruch des Zweiten Dakerkriegs – zu datieren sein. Ähnlich äußerten sich Pferdehirt, der Althistoriker und Epigraphiker Werner Eck und andere Wissenschaftler. Sie sahen den Entstehungszeitraum der Konstitution in den Jahren 104 bis 105 beziehungsweise 103 bis 105.
Nennenswert ist auch ein bronzenes Bruchstück aus Ad Militare dem der Archäologe Aladár Radnóti (1913–1972) aufgrund seiner Verzierungen eine Ähnlichkeit mit einer höchstwahrscheinlich in Gallien entstandenen Kasserolle zuschrieb. In der Literatur fand auch eine bronzene Schale mit widderförmigem Griff Erwähnung. Die mit einer Bleiglasur überzogene kaiserzeitliche Gefäßkeramik wurde durch ein Stück bekannt, auf dem laufende, friesartig angeordnete Tiere zu sehen sind.

## Fundverbleib
Das Fundgut aus den Altgrabungen ist heute im Naturhistorischen Museum in Wien (vorrömische Funde), im Städtischen Museum von Sombor (vorrömische und römische Funde) sowie im Römisch-Germanischen Zentralmuseum in Mainz (Funde der Hallstatt- und Römerzeit) zu finden. Weitere römische Funde lagern sowohl im Ungarischen Nationalmuseum in Budapest, im Janus-Pannonius-Muzeum in Pécs, als auch im Museum für Vor- und Frühgeschichte in Berlin, das schon früh vorrömische und römische Stücke aus Ad Militare von dem Sammler H. Bator erwarb. Weiteres Fundgut ist in kroatischen Museen deponiert.

## Denkmalschutz
Archäologische Funde und Stätten sowie archäologische Zonen, Landschaften und Teile davon sind Kulturgüter der Republik Kroatien und genießen besonderen Schutz. Zuständig ist die Kroatische Verwaltungsbehörde für Denkmalschutz im Ministerium für Kultur in Zagreb. Den Schutz regelt das auf Artikel 89 der kroatischen Verfassung erlassene Gesetz Nr. 01-081-99-1280/2 vom 18. Juni 1999 mit seinen nachfolgenden Ergänzungen und Änderungen. Beschädigung, Zerstörung und der Diebstahl von Kulturgütern ist sofort, aber spätestens am nächsten Tag der zuständigen Behörde zu melden. Unangemeldete Grabungen sind verboten, Verstöße gegen die Ausfuhrregelungen werden im schwersten Fall als Verbrechen, im leichtesten Fall als Vergehen im Sinne der kroatischen Gesetzgebung gerichtlich geahndet.